# Tavil (Azerbaïdjan oriental)
Tavil (en persan : طویل, romanisé en Ţavīl et également connu sous les noms de Ţaveh et de Tivil’) est un village du district rural de Bakrabad (en), dans le district central du comté de Varzaqan (en), dans la province d'Azerbaïdjan oriental, en Iran. Lors du recensement de 2006 (fa), il comptait 112 habitants, répartis en 18 familles.

## Histoire
L'accident d'hélicoptère dans lequel sont morts le président de la république islamique d'Iran, Ebrahim Raïssi, le ministre iranien des Affaires étrangères, Hossein Amir Abdollahian, et le gouverneur de l'Azerbaïdjan oriental, Malek Rahmati, s'est produit à 3 km au nord-est de Tavil le 19 mai 2024. 